# Yamir Ruidíaz
Yamir Ruidíaz (Lima, Provincia de Lima, Perú, 29 de diciembre de 2001) es un futbolista
peruano. Juega de delantero. Es hermano del también futbolista Raúl Ruidíaz.

## Trayectoria
Yamir Ruidíaz fue formado en las divisiones menores del Club Universitario de Deportes. En el año 2019 fue promovido al plantel de reserva, anotando una buena cantidad de goles. En 2021 fue promovido al plantel principal por el entrenador argentino Ángel Comizzo. Sin embargo, no logró debutar ni aparecer en el banco de suplentes.

## Clubes
| Club                      | País | Año   |
| ------------------------- | ---- | ----- |
| Universitario de Deportes | Perú | 2021  |
| Oscar Benavides FC        | Perú | 2022- |